# Kang Kyung-wha
Kang Kyung-wha (강경화?, 康京和?; Seul, 7 aprile 1955) è una diplomatica e politica sudcoreana, Ministro degli Affari Esteri della Corea del Sud con il Presidente Moon Jae-in dal 2017 al 2021, la prima donna a ricoprire questo incarico. È anche la prima donna coreana a ricoprire una posizione di alto livello nelle Nazioni Unite. È il primo ministro degli Esteri sudcoreano a unirsi alla delegazione ufficiale sudcoreana per il vertice intercoreano e per visitare Pyongyang, la capitale nordcoreana.

## Biografia
Kang è nata a Seul, in Corea del Sud. Suo padre, nato a Pyongyang, Corea del Nord, era un famoso annunciatore del Korean Broadcasting System della Corea del Sud, nonché membro del suo secondo consiglio di amministrazione. La sua famiglia si è trasferita a Washington dopo la carriera di suo padre alla Voice of America nel 1964 e tornò a Seoul dopo due anni.
Kang ha frequentato la scuola superiore femminile Ewha a Seoul. Si è laureata alla Yonsei University in Scienze Politiche e Diplomazia. Ha poi conseguito un master in comunicazione di massa e un dottorato di ricerca presso l'Università del Massachusetts, Amherst, Stati Uniti.

## Carriera
All'inizio della sua carriera, Kang ha lavorato per il Korean Broadcasting System - proprio come suo padre - nel ruolo di produttrice della English Service Division di Radio Korea. In qualità di professore associato, ha tenuto conferenze alla Cleveland State University, Ohio e alla Sejong University, Seoul. Tra e dopo la sua carriera nelle università, ha assistito diversi relatori dell'Assemblea nazionale della Corea del Sud 
 su questioni globali nei campi dei diritti umani, del progresso delle donne e della diplomazia parlamentare come segretaria per le relazioni internazionali e interprete.
È stata anche attiva nelle organizzazioni femminili in Corea: portavoce del Comitato delle ONG delle donne coreane per la Conferenza di Pechino nel 1995, membro del Comitato per le relazioni internazionali del Consiglio nazionale coreano delle donne e direttrice dell'Istituto coreano per le donne. Negli anni '90 Kang era la voce inglese della metropolitana di Seoul.

### Ministero degli Affari Esteri e del Commercio
Nel 1998 Kang è entrata a far parte del servizio estero coreano, senza mai aver superato l'esame per il servizio estero, come funzionario senior di ricerca ad interim dell'Istituto per gli affari esteri e la sicurezza nazionale del ministero degli Esteri. Nel 1999 è stata assunta come Senior Advisor e Principal Speechwriter presso il Ministro degli Esteri e Principal Interpreter presso il Presidente. Mentre lavorava come interprete del presidente per tre anni, ha guadagnato la fiducia dell'allora presidente Kim grazie al suo lavoro durante la sua telefonata con il presidente degli Stati Uniti Clinton.
Dal settembre 2001 al luglio 2005, Kang è stato ministro-consigliere e successivamente ministro presso la missione permanente della Repubblica di Corea presso le Nazioni Unite. Durante quel periodo, ha presieduto la Commissione sulla condizione delle donne per la sua 48ª e 49ª sessione. Prima e dopo aver lavorato presso la Rappresentanza Permanente, è stata Vice Direttore Generale e Direttore Generale per le Organizzazioni Internazionali della Farnesina. Successivamente, è stata nominata ambasciatrice generale per gli affari globali del ministero.

### Nazioni Unite (2001-2017)
Kang ha ricoperto ruoli chiave nelle Nazioni Unite sotto tre segretari generali consecutivi, da Kofi Annan e Ban Ki-moon ad António Guterres]. Nel settembre 2006, Kofi Annan l'ha nominata Vice Alto Commissario per i Diritti Umani, equivalente all'Assistente del Segretario Generale, dopo aver visto il suo potenziale quando ha presieduto la commissione delle Nazioni Unite sulle donne.  Nel marzo 2013 è stata nominata da Ban Ki-moon vice coordinatrice dei soccorsi di emergenza e segretario generale aggiunto dell'Ufficio per il coordinamento degli affari umanitari. Nell'ottobre 2016 è stata nominata dall'allora segretario generale-eletto, António Guterres, a capo della squadra di transizione del Segretario generale designato. Successivamente, nel febbraio 2017, ha continuato a lavorare con il segretario generale Guterres come suo consigliere senior per la politica, equivalente al sottosegretario generale, prima di dimettersi per l'incarico di ministro degli esteri della Corea del Sud.

### Ministro degli Esteri (2017-2021)

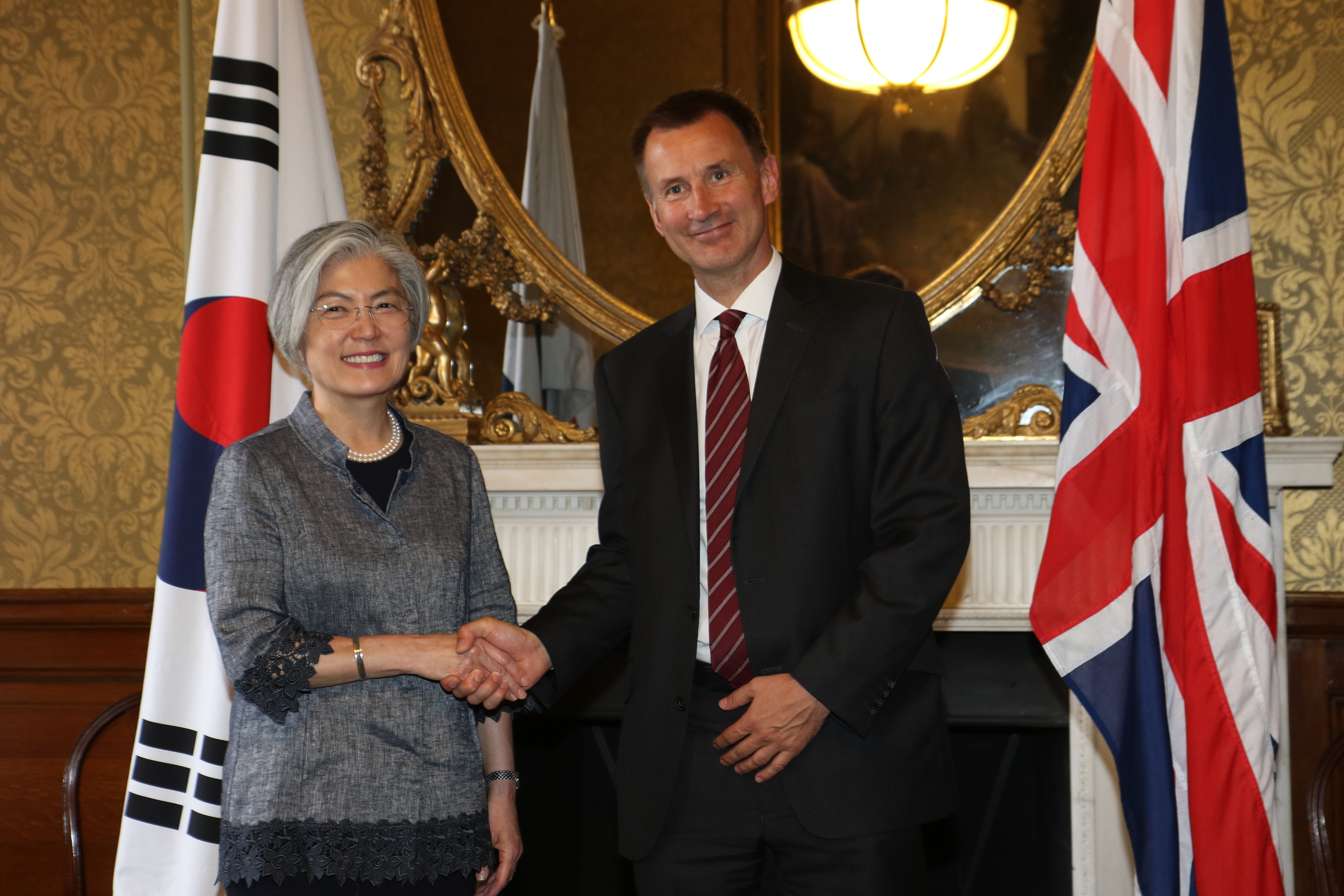
Kang con il ministro degli Esteri britannico Jeremy Hunt nel 2018

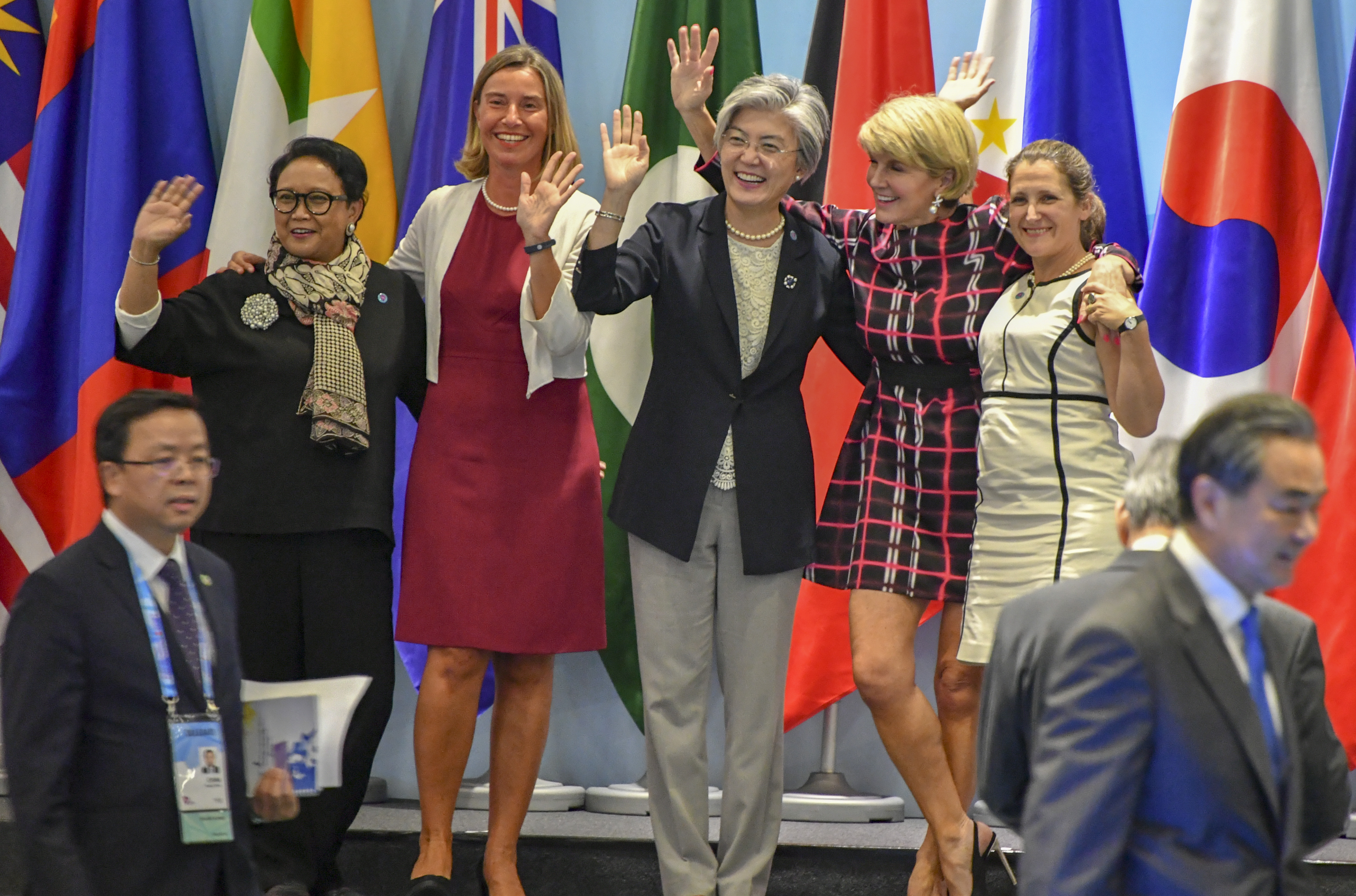
Kang con Retno Marsudi, Federica Mogherini, Julie Bishop e Chrystia Freeland al ritiro del forum regionale dell'ASEAN a Singapore il 4 agosto 2018

Dopo l'annuncio della sua nomina da parte della Casa Blu nel maggio 2017, Kang ha dovuto affrontare una dura opposizione da parte dei partiti di opposizione prima e durante la sua audizione per la nomina all'Assemblea nazionale a causa di una serie di accuse, dalla frode nell'indirizzo  alla nazionalità della figlia maggiore. In particolare l'opposizione era in parte composta da affermazioni sulla mancanza di esperienza nel trattare direttamente con le potenze globali, soprattutto gli Stati Uniti. Durante la sua audizione, ha chiesto comprensione dato che non era in grado di gestire i suoi figli in dettaglio come genitore che lavora e ha vissuto all'estero per molto tempo. Con il sostegno del Consiglio delle ONG coreane per la cooperazione allo sviluppo all'estero insieme all'appoggio pubblico del 60% e più, il presidente Moon l'ha nominata come suo primo ministro degli Esteri nel giugno 2017.
Durante i suoi colloqui con gli studenti della Hansung University , ha rivelato di non aver mai incontrato di persona il presidente Moon prima della sua cerimonia di conferimento alla Casa Blu. È il terzo capo del ministero a partecipare al segmento di alto livello delle sessioni regolari del Consiglio dei diritti umani dopo i suoi predecessori Ban Ki-moon e Yun Byung-se. Nel 2019 è il primo ministro degli Esteri coreano a tenere un discorso programmatico in ogni sessione ordinaria del Consiglio durante il loro mandato.
A causa della pandemia di COVID-19, Israele ha imposto un divieto di ingresso ai sudcoreani e ai turisti stranieri che hanno soggiornato in Corea del Sud negli ultimi 14 giorni. Kang ha definito la risposta di Israele come "eccessiva".
A dicembre 2020, Kang è l'unico ministro di gabinetto - e uno dei quattro a livello ministeriale insieme a Hong Nam-ki, Suh Hoon e Kim Sang-jo - ad avere l'incarico sotto il presidente Moon dall'inizio della sua presidenza nel 2017.  Il 20 gennaio 2021,  Moon ha nominato il suo primo direttore dell'Ufficio per la sicurezza nazionale, Chung Eui-yong al posto di Kang.